# Plevna
Plevna (în bulgară Плевен, transliterat: Pleven) este un oraș în nordul Bulgariei, reședință a regiunii cu același nume.
Localitatea este cunoscută mai ales pentru rolul important pe care l-a avut în războiul ruso-turc din 1877-78. 
Căderea Plevnei în 1877 după patru luni de asediu din partea trupelor rusești și românești i-a determinat pe turci să ceară un armistițiu.

## Demografie
Componența etnică a orașului Pleven
     Turci (1,41%)
     Bulgari (89,18%)
     Nicio identificare (7,99%)
     Altele (1,8%)
La recensământul din 2011, populația orașului Pleven era de 106.954 locuitori. Din punct de vedere etnic, majoritatea locuitorilor (89,18%) erau bulgari, cu o minoritate de turci (1,41%). Pentru 7,99% din locuitori nu este cunoscută apartenența etnică.

De asemenea în Plevna trăiește o comunitate de români. 

## Geografia
Plevna este localizată într-o regiune agricolă în inima câmpiei Dunării, înconjurată de dealuri calcaroase. Poziția centrală a orașului în nordul Bulgariei definește importanța sa ca un mare centru administrativ, economic, politic, cultural și de transport. Plevna este la distanță de 170 kilometri (106 mile) de capitala Bulgariei, Sofia, 320 km (199 mile) de Litoralul bulgăresc și 50 km (31 mile) la sud de Dunăre.

### Clima
Climatul Plevnei este temperat-continental. Iernile sunt reci, cu multă zăpadă, temperaturile de obicei scad sub −20 °C (−4 °F). Primăverile sunt călduroase cu temperaturi ce ajung la 20 °C (68 °F). Veriile sunt foarte calde, iar temperaturile pot depăși 38–44 °C (100–111 °F). Temperatura medie anuală este de aproximativ 13 °C (55,4 °F)

## Istoria

### Preistoria și antichitatea
Cele mai vechi urme de așezări umane din zonă datează din Mileniul al V-lea î.Hr, în Neolitic.

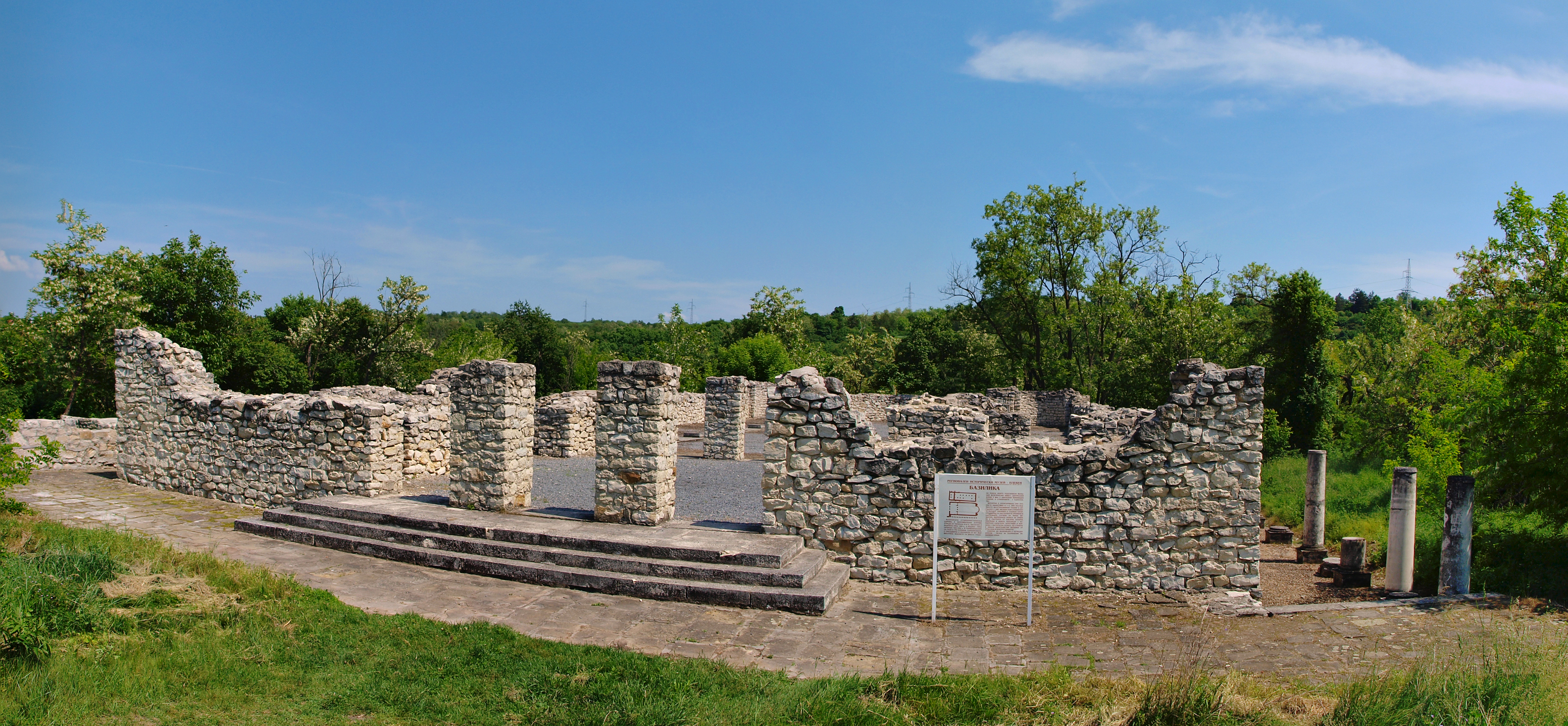
Bazilica antică din Storgozia

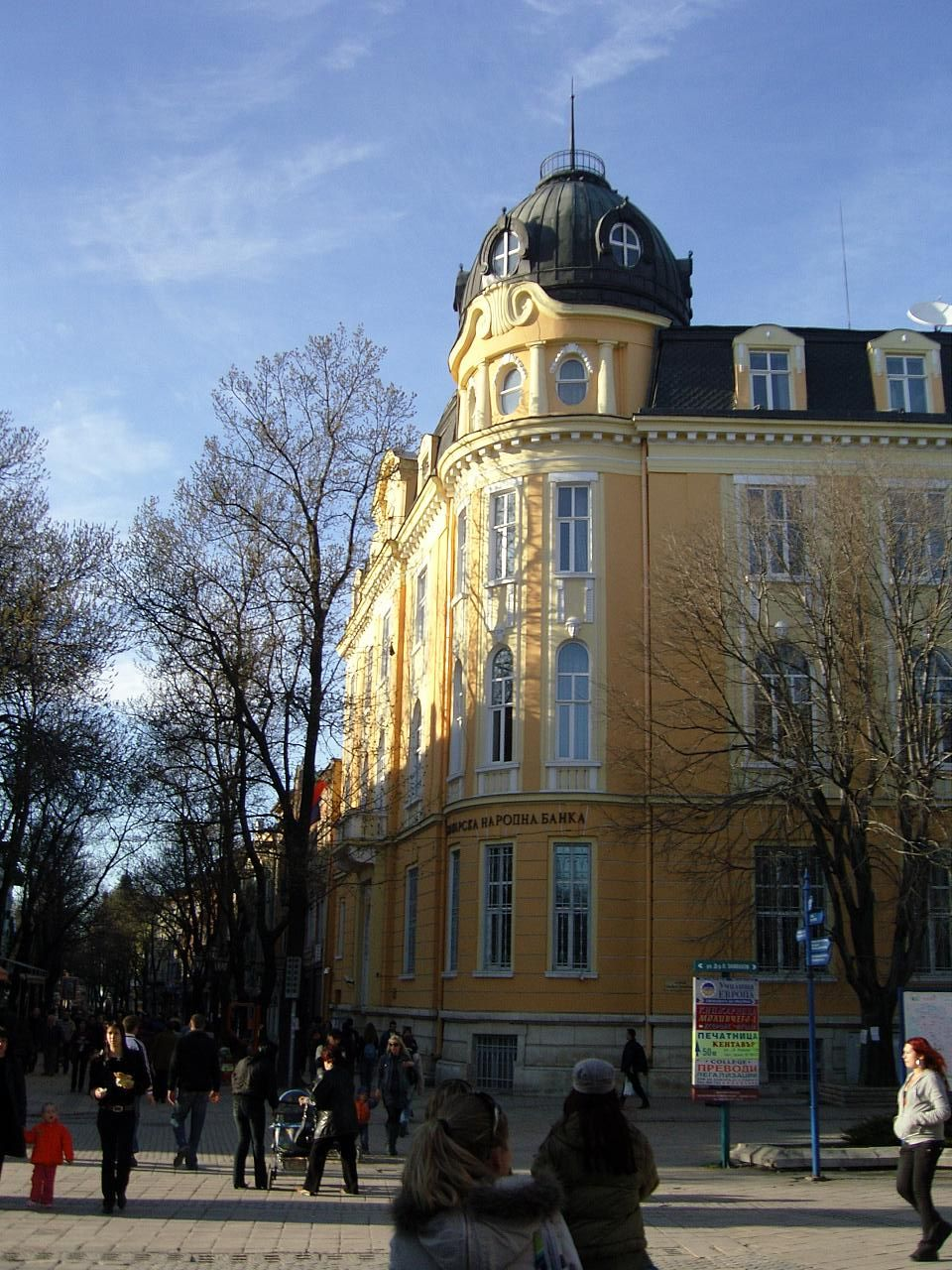
Străzile centrale ale Plevnei

Numeroase descoperiri arheologice, printre care și comoara Nikolaevo găsită în Bulgaria, sunt dovezi ale culturii bogate a tracilor, care au locuit în zonă de mii de ani.
La începutul noii ere, regiunea a devenit parte a provincii romane Moesia, și o fortificație numită Storgozia a apărut aproape de Plevna de astăzi, pe drumul de la Oescus (azi Ghighen) la Philippopolis (azi Plovdiv). Ulterior a evoluat într-o cetate . Unul dintre cele mai apreciate monumente arheologice din Bulgaria din această perioadă este bazilica timpurie creștină din secolul al IV-lea descoperită în apropierea orașului modern.

### Evul Mediu

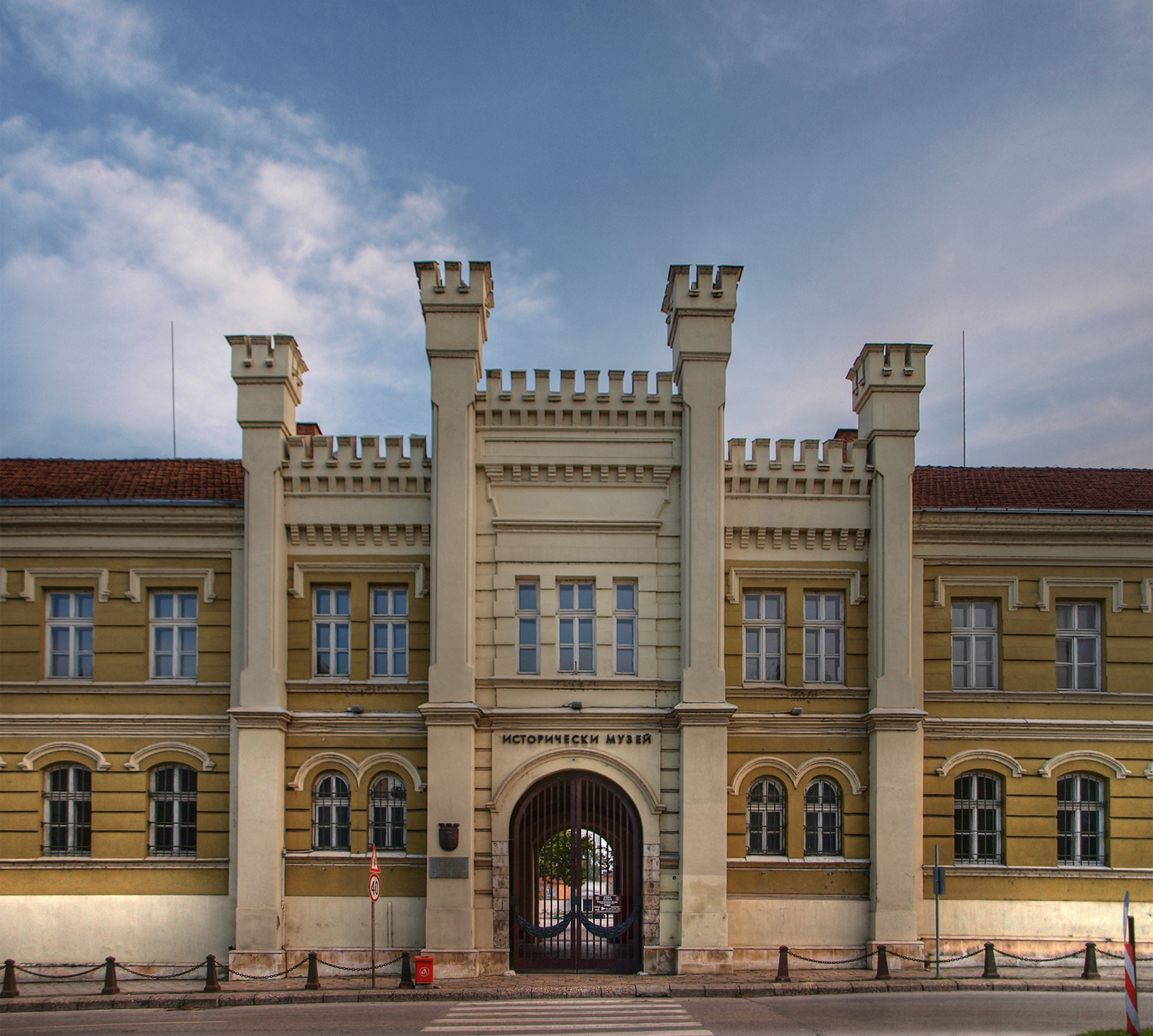
Muzeul Regional de Istorie din Plevna

În perioada Evului Mediu, Plevna a fost o cetate bine dezvoltată a primului și a celui de-al doilea Imperiu Bulgar. Când slavii au populat zona, ei au dat așezării numele său contemporan, Plevna, fiind menționată pentru prima dată într-o cartă de către regele Ungariei, Ștefan al V-lea în 1270, în legătură cu o campanie militară în țările bulgare.

### Dominația otomană
În timpul dominației otomane, Plevna a fost cunoscută ca Plevne în limba turcă,  și-a păstrat aspectul și cultura bulgară. Multe biserici, școli și poduri au fost construite în timpul redeșteptării naționale a bulgarilor.  În 1825, a fost deschisă prima școală seculară din oraș, urmată de prima școală de fete din Bulgaria în 1840, precum și prima școală de băieți un an mai târziu. Plevna a fost locul unde eroul național bulgar Vasil Levski a înființat în 1869 primul comitet revoluționar, parte a rețelei sale revoluționare naționale.

### Asediul Plevnei
Orașul a fost o scena de luptă majoră în timpul războiului ruso-turc din 1877-187 pe care țarul Alexandru al II-lea al Rusiei a avut-o pentru eliberarea Bulgariei. Armata comună rusă și română a plătit scump pentru victorie, dar a deschis drumul spre înfrângerea Imperiului otoman în acest război, restabilirea Bulgariei ca stat și independența României față de Imperiul Otoman. Costul rușilor și al românilor a fost de 5 luni și 38000 de victime pentru a lua orașul după patru atacuri, ceea ce a fost una dintre bătăliile decisive ale războiului. Asediul este amintit ca o victorie punct de reper în Războiul de Independență al României, la 28 noiembrie 1877 Plevna a capitulat, iar Osman Pașa a predat orașul, garnizoana și sabia, colonelului român Mihail Cerchez .

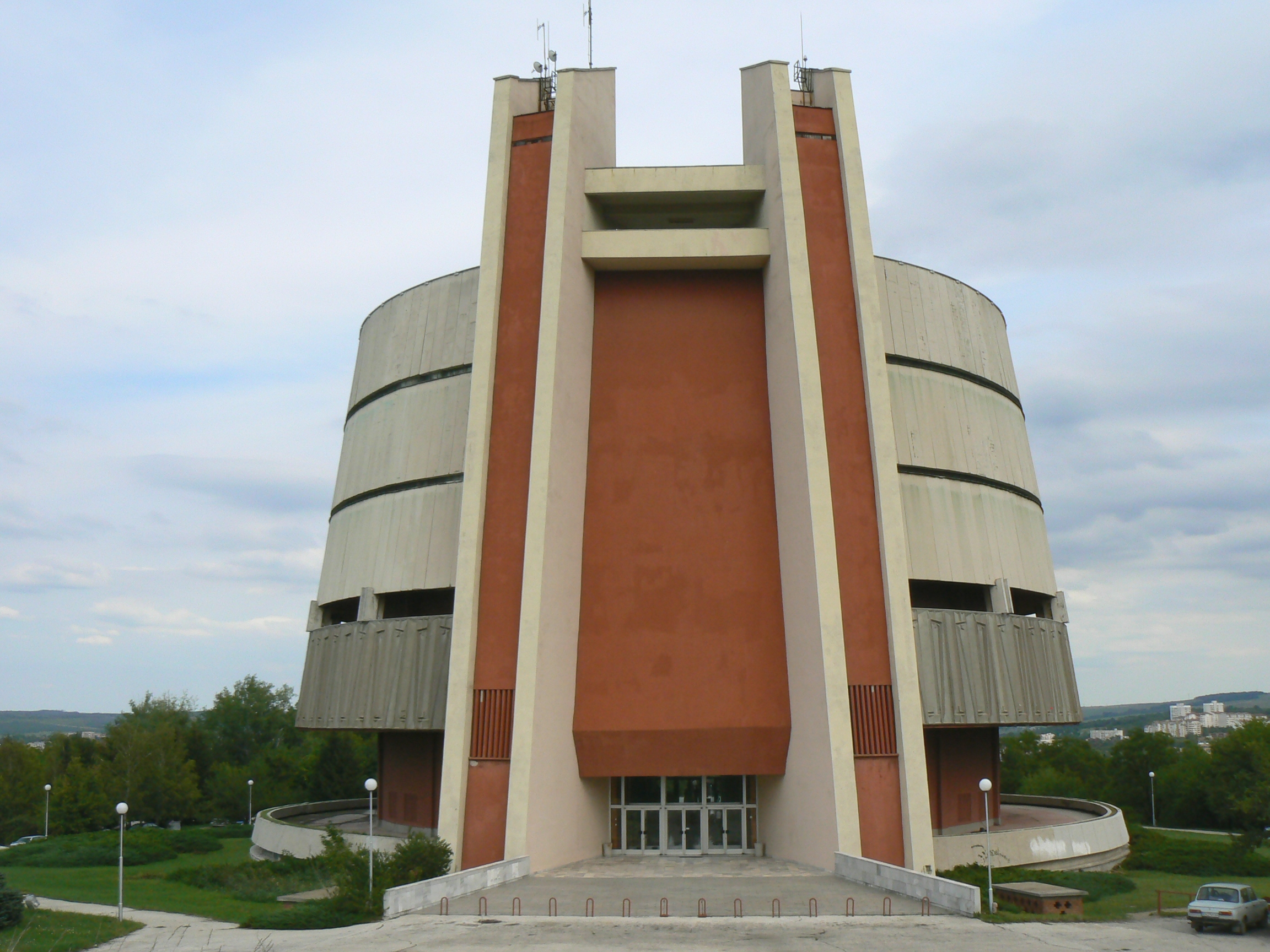
Panorama Plevna, una dintre simbolurile orașului

## Atracții Turistice

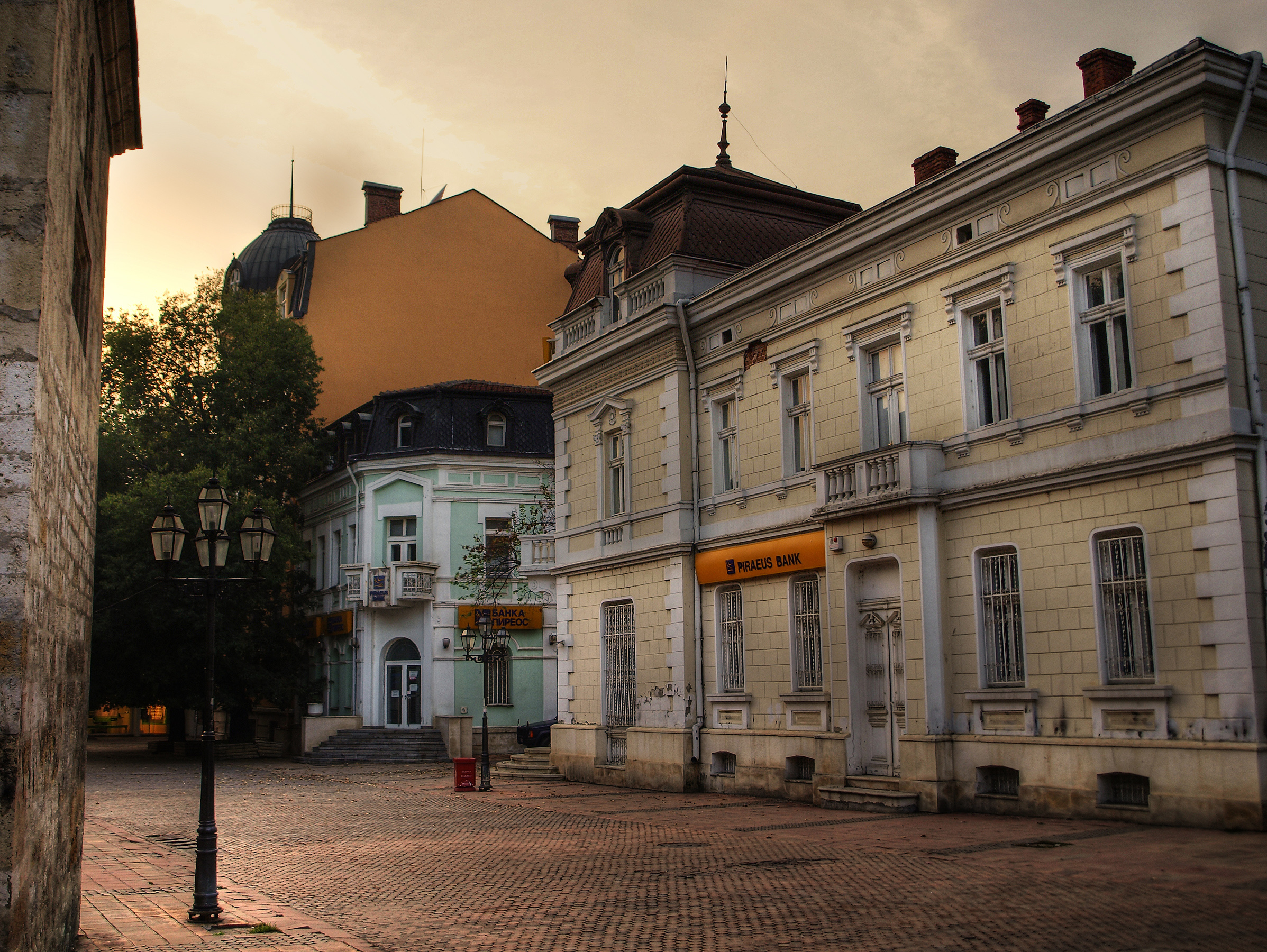
Stradă în centrul Plevnei

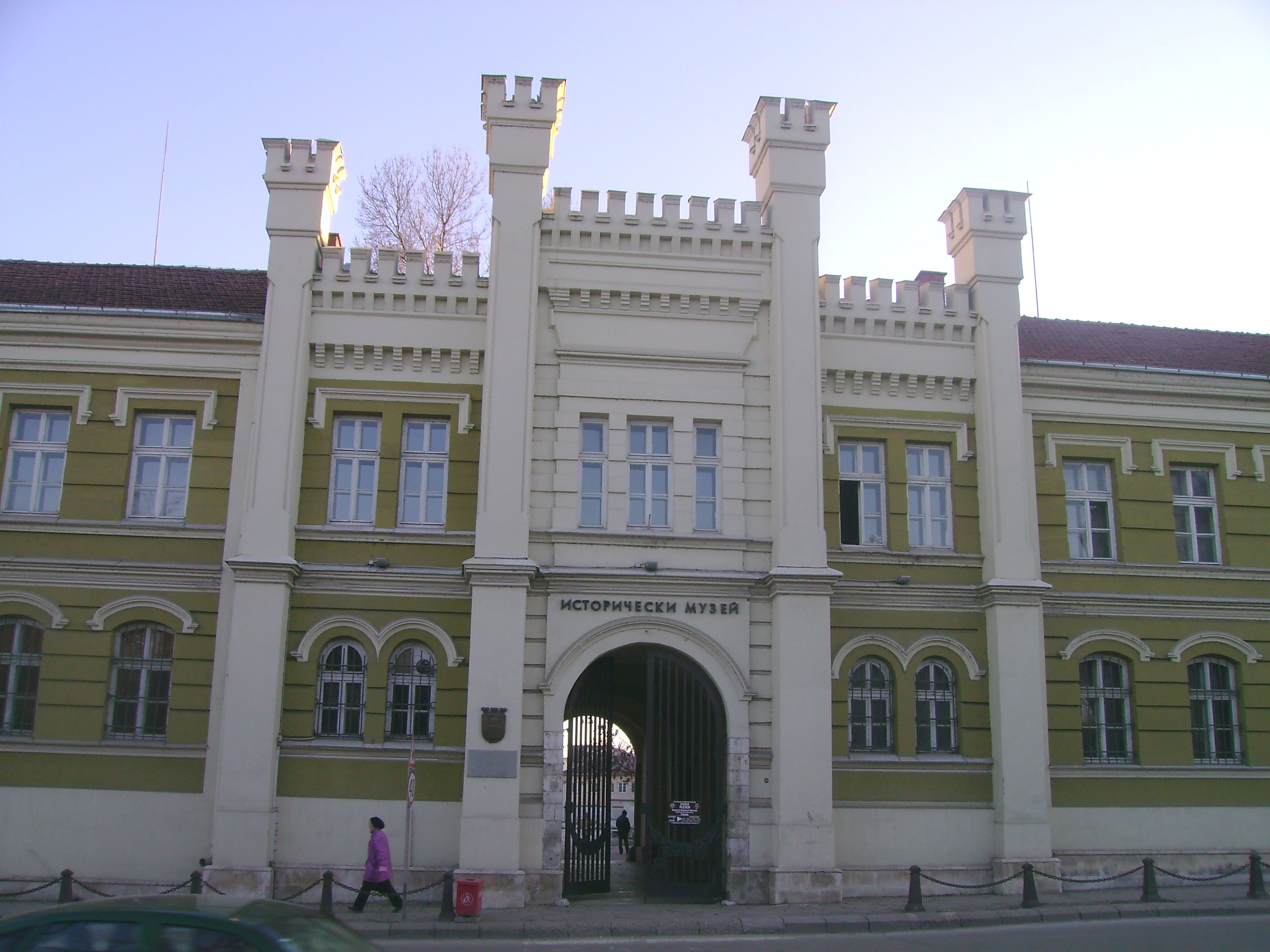
Muzeul Regional de Istorie

Până astăzi, Pleven și-a păstrat patrimoniul cultural și istoric. Sunt deosebit de interesante Muzeul Regional de Istorie, Panorama din Plevna, care prezintă bătăliile de cinci luni în timpul Războiului de Eliberare (1877 - 1878) și multe altele. Grădina orașului are numeroase monumente și fântâni.
În Plevna există următoarele atracții turistice din sutele de obiective turistice naționale ale Uniunii turistice bulgare.
- Mausoleul-Capela "Sfântul Gheorghe Pobedonoseț";
- Panorama "Epopeea Plevnei - 1877";
- Muzeul Regional de Istorie

### Istorice
Războiul ruso-turc (1877-1878) conectează aproape toate reperele istorice din oraș. Aproape 200 de monumente care amintesc de luptele care au avut loc în aceste locuri. În centrul orașului, în Piața Văzrajdane, există un mausoleu-mormânt al soldaților ruși și români uciși în timpul războiului. Un alt punct de reper este Panorama "Epopeea Plevnei - 1877", situată pe vârful unui deal. A fost creată în cinstea celei de-a 100-a aniversări a asediului de la Pleven, similară cu panorama Borodin de la Moscova. În apropiere se află reduta pe care generalul Mihail Skobelev a atacat-o de trei ori. În cinstea sa, parcul din jurul Panoramei se numește "Skobelev".
În plus față de monumentele războiului ruso-turc, bazele fortăreței romane Storgozia se află pe teritoriul parcului Kailăka. A fost construită în antichitatea târzie - secolele IV-VI, pe o suprafață de 31 de decare. Conservate și restaurate sunt: sistemul de fortificație și o bazilică creștină timpurie., care avea dimensiuni  între 45 și 22 m, cu trei nave, trilobice, cu o colonadă pe partea sudică.

### Parcuri

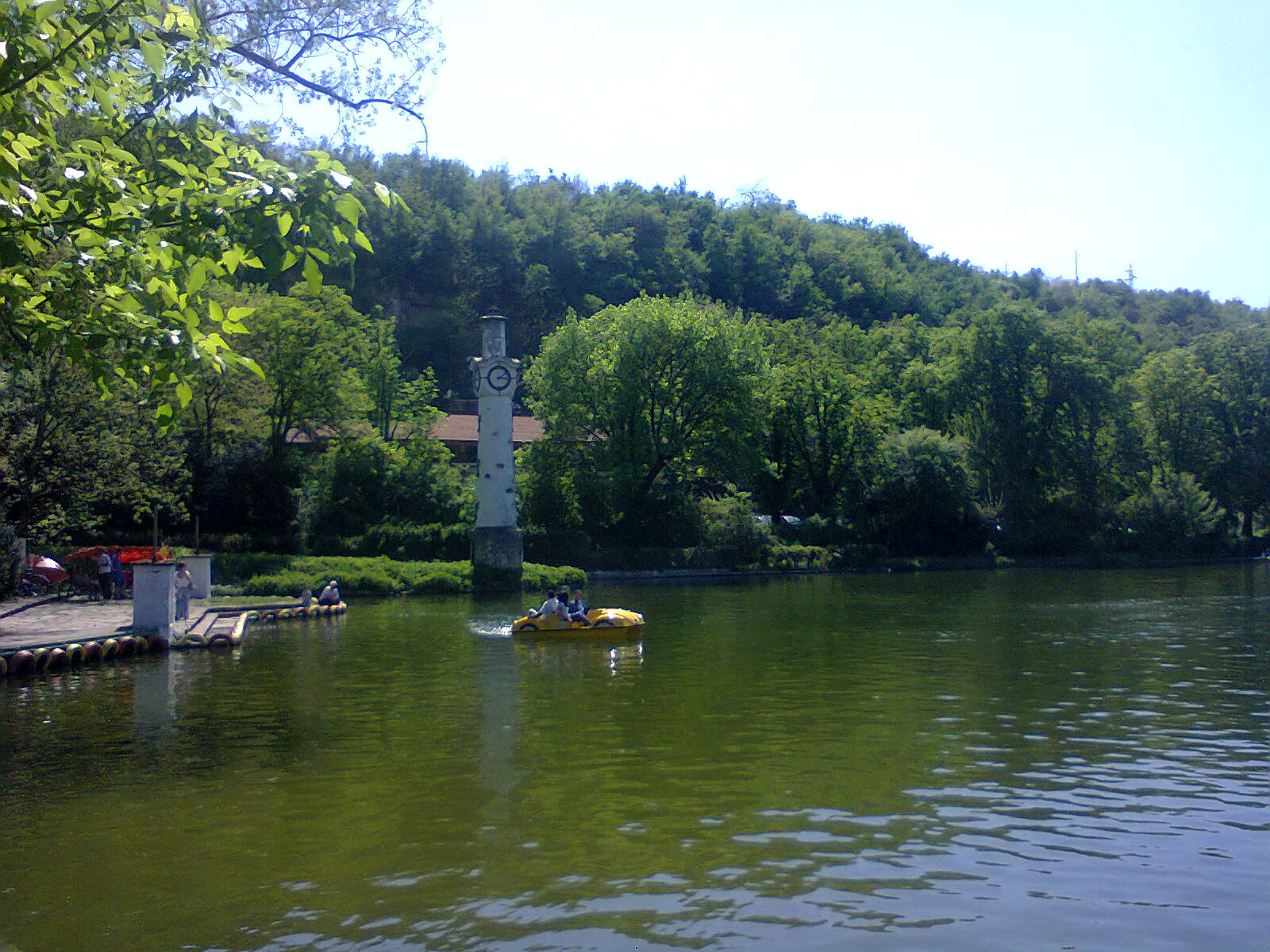
Parcul Kailăka

Plevna este renumită pentru Parcul Kailăka, construit în partea de nord a cheilor pitorești ale râului Tucienița, și include vechiul sit arheologic Storgozia.
Parcul Skobelev este situat pe câmpul de luptă, unde detașamentul generalului rus Mihail Skobelev se lupta pentru capturarea orașului Plevna. De atunci, zona a fost numită "Valea morții". În parc se află Panorama "Epopeea Plevnei - 1877". Există, de asemenea: osuarul, casa-muzeu "Stoian și Vladimir Zaimovi", tunuri autentice, zeci de movile și monumente frățești.

## Personalități născute aici
- Nadia Nojarova (1916 - 2014), cântăreață, antreprenoare;
- Slavi Trifonov (n. 1966), cântăreț, politician, prezentator de televiziune.